# 伯靈頓郡 (紐澤西州)
伯靈頓郡（英語：Burlington County）為美国新泽西州的一個郡份。郡政府現在坐落於郡治蒙荷里（Mount Holly）；過去曾位於伯靈頓，但因為人口漸漸地自德拉瓦河往內陸移動所以便決定搬移郡政府。根據2020年的人口統計資料，有46萬1,860人居住於該郡。
該郡位於德拉瓦河地區。